# 科克茅斯
科克茅斯（英語：Cockermouth，IPA：/ˈkɒkərməθ/）是英國的一個集鎮和民政教區，位於英格蘭坎布里亞郡湖區的西部，科克河（River Cocker）流经此地。據2001年的人口普查，科克茅斯的人口有7,877人。科克茅斯這一名稱是來自於其位於科克河的河口。大多數建築都建設於18、19世紀。

## 友好城市
- 法國 马尔沃若勒

## 外部連結
维基共享资源上的相關多媒體資源：科克茅斯